# Pitis
Pitis – stacja początkowa metra w Madrycie, na linii 7. Znajduje się w dzielnicy Fuencarral-El Pardo, w Madrycie i zlokalizowana jest przed stacją Lacoma. Została otwarta 29 marca 1999.